# محمد عبد الله ولد المصطف
محمد عبد الله ولد المصطف، فقيه موريتاني متخصص في معارف الفقه المالكي، قام بتدريس الفقه والنحو في المعهد العالي للدراسات والبحوث الإسلامية، قبل أن ينتقل إلى وزارة الشؤون الإسلامية مديرا للتوجيه الإسلامي.

## حياته
ولد محمد عبد الله ولد المصطف بانواكشوط عام 1978 و بدأ الدراسة في سن مبكرة حيث تتلمذ على والده و جده في محظرة باميره بمقاطعة كرو بولاية لعصابة ، حفظ القرآن الكريم و هو في السابعة من عمره ، و لم يكمل العاشرة حتى حفظ أكثر من 12 نظما و رسالة في مختلف العلوم الشرعية و اللغوية ، حصل على إجازة في القرآن بروايتي ورش و قالون من طرف الشيخ محمد ولد عبد الودود و منحه العلامة محمد شيخنا ولد آباه إجازة في القراءات السبع.

## حياته العملية
عمل الفقيه محمد عبد الله ولد المصطف أستاذا في المعهد العالي للبحوث و الدراسات الإسلامية كما تم تعيينه يوم 31/01/2013 مديرا للتوجيه الإسلامي. كما عمل في إذاعة القرآن الكريم.

## وفاته
توفي في صبيحة يوم الخميس 19 من يونيو حزيران عام 2014 اثر حادث مروري، حيث كان في طريقه إلي الشرق الموريتاني رفقة زوجته وأبنائه الثلاثة.